# Zelleromyces sculptisporus
Zelleromyces sculptisporus är en svampart som beskrevs av S.L. Mill. 1999. Zelleromyces sculptisporus ingår i släktet Zelleromyces och familjen kremlor och riskor.   Inga underarter finns listade i Catalogue of Life.